# Santa Cruz el Chol
Santa Cruz el Chol è un comune del Guatemala facente parte del dipartimento di Baja Verapaz.
Secondo il missionario Joseph H. Sotomayor, l'abitato venne fondato nel 1603 con il nome di "Santa Cruz de Belén de los Indios Choles".